# Juan José Santos Aguado
Juan José Santos Aguado (Zamora, 16 de abril de 1943) es un antiguo diplomático español.

## Biografía
Licenciado en Derecho y en Ciencias Empresariales, ingresó en 1974 en la carrera diplomática. Estuvo destinado en MAEC: Europa Oriental director de cifra y comunicaciones seguridad y desarme. Además, en las embajadas y consulados de: Unión Soviética, Yugoslavia, Estados Unidos, Guinea Ecuatorial, Cuba, Bélgica, Japón, Brasil, Arabia Saudita, Marruecos, Egipto y  Catar. Otros destinos incluyen consejero comercial y primer secretario URSS, consejero Cultural en Bruselas, cónsul general de España en Guinea Ecuatorial,  La Habana, São Paulo y Marruecos y Ministro Consejero en Tokio y Egipto.
Ha sido además embajador de España en Catar.